# 현대글로비스
현대글로비스(Hyundai Glovis)는 종합물류업과 유통판매업을 영위하는 코스피 상장 기업으로, 현대자동차그룹의 자회사 물류회사이다. 본사는 서울특별시 성동구 왕십리로 83-21 (성수동1가)에 있으며 대표이사는 이규복이다.

## 사업 영역
종합물류업은 고객 화물에 대한 운송서비스를 제공하는 사업으로, 운송, 보관, 하역 등 업무를 담당한다. 유통판매업은 크게 CKD 사업과 중고차 경매 사업으로 나뉜다. 종합물류업의 경우 저단가 출혈 경쟁이 이루어지는 시장이지만, 현대글로비스는 현대자동차그룹의 자회사 물류를 담당하고 있기 때문에 매출 구조는 매우 안정적이다. 더불어 현대글로비스는 항공사업까지 확대해나가고 있다 https://blog.naver.com/eeuen0026/223239270353
작년 2023년도 기준으로 글로비스는 신사업인 택배사업까지 진출 ( 국토교통부에게 택배영업을 신청 ) 

### CKD
현대글로비스가 영위하는 사업 분야 중 가장 전망이 좋은 것으로 평가되는 것은 CKD(Completely Knocked Down) 사업이다. CKD란 그 이름이 암시하듯, 차량등을 수입/수출할 때 전체 차량을 수입하는게 아니라 부품 단위로 수입하여 현지 공장에서 조립하는 방식의 유통을 말한다. 이는 완성 차량을 수입하는 CBU(Completely Built Up)과 대비되는 방식이다.
일반적으로 차량의 수입은 완성 자동차 단위로 이루어지나, 인기를 끌어 판매량이 많아질 경우 조립 라인을 세워서 부품만을 수입하여 조립하는 방식을 쓰기도 하는데 이것이 CKD이다. 더 나아가 엔진 등의 중요 부품을 제외한 부품은 현지에서 조달하여 국산화하기도 한다.
현대글로비스는 대한민국 내에서 CKD 매출 전체의 절반 가까이의 점유율을 보이고 있다.

## 연혁
- 2001년: 서울특별시 용산구 원효로4가에서 한국로지텍 주식회사로 설립
- 2003년: 글로비스 주식회사로 상호명 변경, 서산, 울산, 인천, 순천, 포항지점 설치
- 2005년: 유가증권시장 상장, 당진지점 설치, 서산지점 폐지
- 2006년: 한국 SCM 대상 수상, 포항지점을 현 위치인 오천읍으로 이전
- 2007년: 서울특별시 강남구 역삼동으로 이전, 종합물류기업 인증
- 2008년: 수출 9억불 탑 수상
- 2009년: 제17회 한국물류대상 대통령표창 수상
- 2010년: 광주(廣州), 시흥지점 설치, 수출 10억불 탑 수상(제 47회 무역의 날)
- 2011년: 11월 현대글로비스로 상호명 변경, 수출의 20억불 탑 수상
- 2012년: 포브스 아시아 유망 50대 상장기업 3년 연속 수상[2], 순천지점을 광양시 광양읍으로 이전
- 2013년: 당진지점을 현 위치인 당진시 송산면으로 이전, 순천지점을 광양지점으로 명칭 변경
- 2014년: 대구지점, 전주센터 설치
- 2015년: 본점을 서울특별시 강남구 영동대로로 이전
- 2016년: 본점을 서울특별시 강남구 테헤란로로 이전. 울산지점을 북구 무룡1로로 이전
- 2018년: 종합물류연구소 출범
- 2020년: 목포항물류기지, 수원오토벨라이브스튜디오, 대전오토벨라이브스튜디오, 부산오토벨라이브스튜디오지점 설치.
- 2021년: 본점을 현 위치인 서울특별시 성동구 왕십리로로 이전. 인천수출SMC 설치.
- 2022년: 인천수출SMC를 서구 거첨로로 이전 후 오토벨 인천수출센터로 명칭 변경.

## 같이 보기
- 현대글로비스 럭비단
- 유코카캐리어스
- 인치케이프 (기업)

## 본점 및 지점 현황
- 본점: 서울특별시 성동구 왕십리로 83-21 (성수동1가)
- 울산지점: 울산광역시 북구 무룡1로 94 (연암동)
- 인천지점: 인천광역시 동구 방축로9번길 29 (송현동)
- 광양지점: 전라남도 광양시 광양읍 인덕로 360-156
- 포항지점: 경상북도 포항시 남구 오천읍 송덕로212번길 45
- 당진지점: 충청남도 당진시 송산면 가곡로 21
- 광주지점: 경기도 광주시 능평로 167 (능평동)
- 시흥지점: 경기도 시흥시 정왕천로 271 (정왕동)
- 대구영업소: 대구광역시 달서구 성서공단로 217 (갈산동)
- 전주센터: 전북특별자치도 완주군 봉동읍 테크노밸리3로 65
- 목포항물류기지지점: 전라남도 목포시 신항로 283 (달동)
- 수원오토벨라이브스튜디오지점: 경기도 수원시 권선구 평동로79번길 45, 638호, 653호, 654호 (평동)
- 대전오토벨라이브스튜디오지점: 대전광역시 유성구 복용동로 35, B130호, B131호 (복용동, 디-오토몰)
- 부산 오토벨라이브스튜디오: 부산광역시 기장군 장안읍 반룡산단3로 95, B213호, B214호, B222호, B223호 (부산오토필드)
- 오토벨 인천수출센터: 인천광역시 서구 거첨로 295, 운영동 102호, 103호 (오류동, SM상선경인터미널(주) 내)
- 오토벨 라이브 스튜디오 인천: 인천광역시 서구 염곡로 52, 102호, 차량촬영장 (가좌동, 엠파크허브)
- 오토벨 라이브 스튜디오 대구: 대구광역시 서구 문화로 37, 지하2층 정비공장20호 (이현동, 엠월드)
- 남양출고센터: 경기도 화성시 장안면 매바위로366번길 55
- 신갈출고센터: 경기도 용인시 기흥구 중부대로 690 (상하동)
- 정왕출고센터: 경기도 시흥시 정왕천로 279 (정왕동)
- 칠곡출고센터: 경상북도 칠곡군 왜관읍 현대로 177
- 영남출고센터: 경상북도 칠곡군 지천면 금호로 272
- 원주출고센터: 강원특별자치도 원주시 문막읍 원문로 2122
- 옥천출고센터: 충청북도 옥천군 옥천읍 옥천동이로 387-32
- 오토벨 라이브 스튜디오 경기(6호점): 경기도 안산시 단원구 원포공원1로 16, 104호, 4층 차량촬영장 (초지동, 경기자동차매매단지)
- 오토벨 라이브 스튜디오 마트(7호점): 경기도 안산시 단원구 원포공원2로 24, 152호 (초지동, 마트자동차매매광장)
- 제주물류센터: 제주특별자치도 제주시 번영로 940 (회천동)
- 오토벨 인천센터: 인천광역시 서구 염곡로 149 (가좌동)
- 함안출고센터: 경상남도 함안군 군북면 함마대로 290-14